# 利伯蒂鎮區 (堪薩斯州吉里縣)
利伯蒂鎮區（英語：Liberty Township）為美國堪薩斯州吉里縣轄下的鎮區。2010年美国人口普查中此鎮區人口有167人。

## 地理
利伯蒂鎮區涵蓋總面積為170.9平方（65.97平方英里），其中陸地面積為170.2平方（65.71平方英里），水域面積為0.67平方（0.26平方英里）或0.39%。海拔高度409（1,342英尺）。

## 人口統計
根據2010年美國人口普查，利伯蒂鎮區人口有167人，其中男性有79人，女性有88人，人口密度為每平方公里0.98人，住房計78戶。鎮區內的白人有157人，非裔美國人有2人，美洲原住民有1人，亞裔美國人有0人，太平洋島裔美國人有0人，其他種族有7人，混血種族則有0人。此外鎮區內有9人為西班牙裔或拉丁裔美國人。此鎮區之年齡中位數為48.4歲，而男性年齡中位數為49.2歲，女性年齡中位數為47.5歲。

## 交通

### 主要公路
- 57號堪薩斯州州道
- 177號堪薩斯州州道